# 马轼
马轼（？—1464年？），字敬瞻，嘉定（今属上海市）人，明代画家、诗人，亦对天文深有研究。

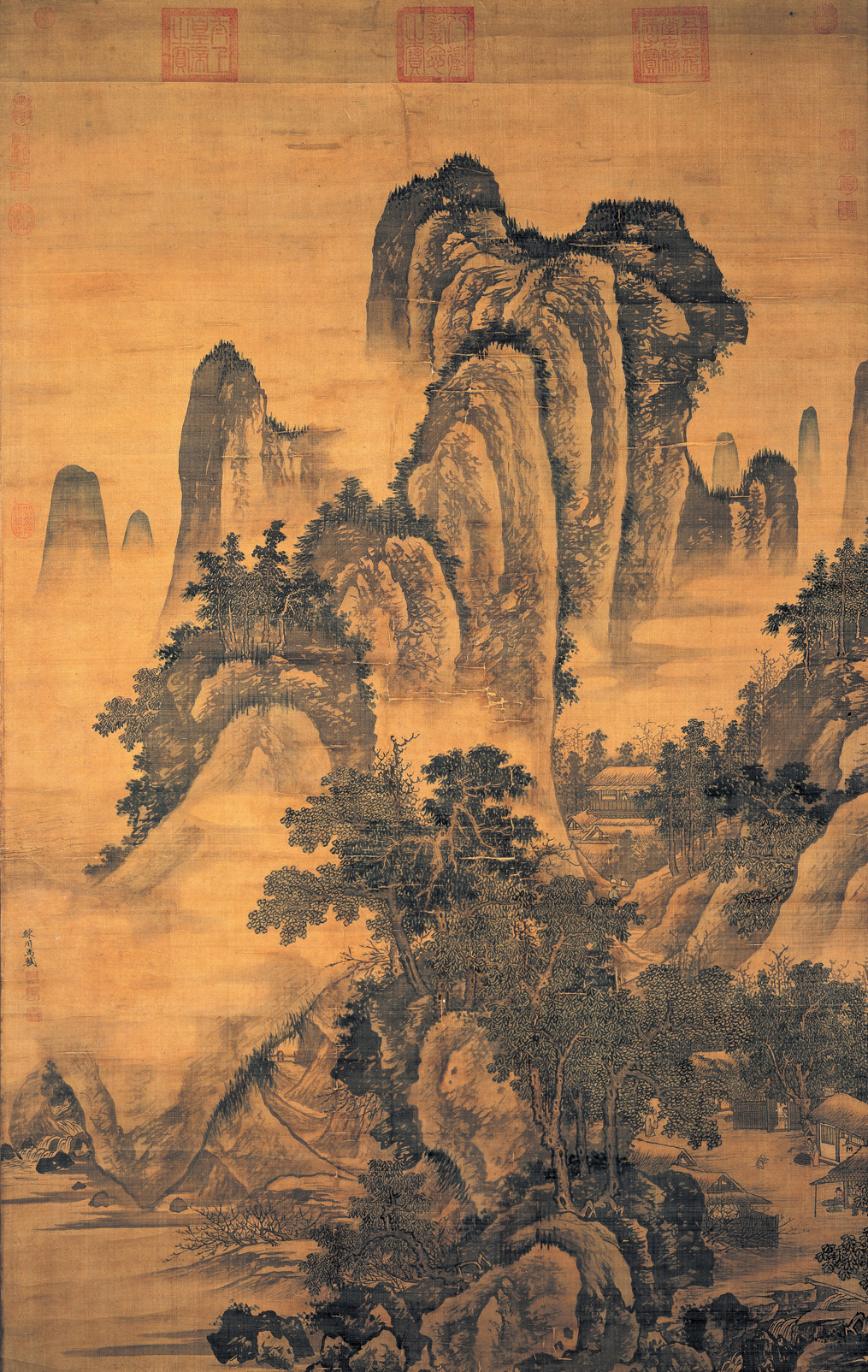
馬軾《春塢村居圖》，台北故宮博物院藏

## 生平
马轼出生于嘉定。明永乐二十二年（1424年）与李在、夏芷合作《归去来兮图》卷。
正统十三年（1448年），广东爆发黄萧养、符南蛇起义，次年六月，义军围攻广州。两广总兵张安和都指挥使王清前来镇压，均被消灭。正统十四年（1449年）至景泰元年（1450年），马轼以天文生的身份随都督董兴征广东。由于黄萧养“聚舟千余艘，势甚炽”，董兴以征兵尚未齐集为由，请求等待，实质是犹豫观望，欲请朝廷增兵。这时，随行的天文生马轼建议，征调狼兵，速战速决，打败黄萧养，平定叛乱。马轼也因此由天文生提升为漏刻博士。漏刻博士为钦天监属官，从九品。
明代宗即位后，马轼以天文生的身份提出修订历法之事，遭到礼部尚书胡洪濙和监正许惇的质疑。但明代宗支持其观点。
马轼与岳正（字季方）交好。天顺元年（1457年），岳值内阁，因直陈弊政，触犯权相石亨及太监曹吉祥，谪钦州同知，至亲好友都不敢前往送行，惟有马轼赋《饯岳季方修撰左迁钦州同知》一诗与岳正送别：

滦江江上水悠悠，送客江边莫上楼。

五岭瘴高烟蔽日，两孤云湿雨鸣秋。

丰城剑气东南起，合浦珠光昼夜浮。

祭罢鳄鱼归去晚，刺桐花外月如钩。

此诗受到后代一些文人的高度评价。

## 成就及作品
马轼工诗，尤精绘画，又对天文深有研究，精于占候。山水宗法郭熙，高古有法，明宣德年间与戴进、谢环都以擅画名动京师。传世作品有《春坞村居图》和《归去来兮图》卷（与李在、夏芷合作，其中“问征夫以前路”、“稚子候门”、“农人告余以春及”三段为马轼所作）。

## 家族
子马愈，字抑之，号華髮仙人，明朝画家。